# Cyprian Jarochowski
Cyprian Jarochowski (ur. 4 października 1796, zm. 22 listopada 1863) – właściciel dóbr Sokolniki.

## Życiorys
Pochodził z ziemiańskiego rodu w Wielkopolsce, mąż Konstancji z Trąmpczyńskich, ojciec Kazimierza J. (1829-1888), wybitnego polskiego historyka.
W roku 1831 adiutant generała Tadeusza Łubieńskiego. Za udział w powstaniu listopadowym w bitwie pod Nurem dnia 17 maja 1831 jako podporucznik jazdy poznańskiej został odznaczony złotym krzyżem orderu Virtuti Militari.
W 1846 roku został uwięziony przez władze pruskie.
W latach 1839–1851 wybrano go dwukrotnie na urząd dyrektora prowincjonalnego Ziemstwa Kredytowego w Poznaniu, mieszkał na pierwszym piętrze w budynku Ziemstwa na rogu ulicy Fryderykowskiej i Wilhelmowskiej. Urząd ten piastował do dnia 20 grudnia 1851 roku. W tym czasie miejscem jego zamieszkania były Sokolniki.
Członek siódmego Sejmu Wielkiego Księstwa Poznańskiego, który zebrał się po raz pierwszy w dniu 9 lutego 1845 roku. Został deputowanym stanu rycerskiego przysłanym przez powiat szamotulski.
W roku 1848 wiceprezes Komitetu Narodowego i w nim zadecydował o końcu powstania wielkopolskiego.